# Nimrod-Expedition/Mannschaftsliste
Hier wird die Mannschaftsliste der britischen Nimrod-Expedition (1907–1909) in die Antarktis dargestellt. Unter „Bemerkungen“ sind die Teilnahme an früheren Expeditionen, Leistungen während der Nimrod-Expedition sowie besondere Merkmale der Expeditionsteilnehmer aufgelistet.
| Name                                                                                                  | Herkunft                                                                        | Aufgabe                                                                         | Bemerkungen |                                                                                 |                                                                                 |                                                                                 |
| Landungsmannschaft – Südgruppe. 88° 23′ S, 162° 0′ O erreicht am 9. Januar 1909                       | Landungsmannschaft – Südgruppe. 88° 23′ S, 162° 0′ O erreicht am 9. Januar 1909 | Landungsmannschaft – Südgruppe. 88° 23′ S, 162° 0′ O erreicht am 9. Januar 1909 | Landungsmannschaft – Südgruppe. 88° 23′ S, 162° 0′ O erreicht am 9. Januar 1909 | Landungsmannschaft – Südgruppe. 88° 23′ S, 162° 0′ O erreicht am 9. Januar 1909 | Landungsmannschaft – Südgruppe. 88° 23′ S, 162° 0′ O erreicht am 9. Januar 1909 | Landungsmannschaft – Südgruppe. 88° 23′ S, 162° 0′ O erreicht am 9. Januar 1909 |
| --- | ------------------------------------------------------------------------------- | ------------------------------------------------------------------------------- | --- | ------------------------------------------------------------------------------- | ------------------------------------------------------------------------------- | ------------------------------------------------------------------------------- |
| Ernest Shackleton (1874–1922)                                                                         | Irland                                                                          | Expeditionsleiter, Leiter der Südgruppe                                         | Teilnehmer der Discovery-Expedition |                                                                                 |                                                                                 |                                                                                 |
| Jameson Adams (1880–1962)                                                                             | England                                                                         | Stellvertretender Expeditionsleiter, Meteorologe                                | Erstbesteigung des Mount Erebus am 9. März 1908 |                                                                                 |                                                                                 |                                                                                 |
| Frank Wild (1873–1939)                                                                                | England                                                                         | Proviantmeister                                                                 | Teilnehmer der Discovery-Expedition, Schriftsetzer und Drucker des Expeditionsbuches Aurora Australis                                                                                   |                                                                                 |                                                                                 |                                                                                 |
| Eric Marshall (1879–1963)                                                                             | England                                                                         | Leitender Expeditionsarzt, Kartograph                                           | Erstbesteigung des Mount Erebus am 9. März 1908 |                                                                                 |                                                                                 |                                                                                 |
| Landungsmannschaft – Nordgruppe. 72° 15′ S, 155° 16′ O erreicht am 16. Januar 1909                    |                                                                                 |                                                                                 | |                                                                                 |                                                                                 |                                                                                 |
| Edgeworth David (1858–1934)                                                                           | Wales                                                                           | Leitender Geologe, Leiter der Nordgruppe                                        | Erstbesteigung des Mount Erebus am 9. März 1908 |                                                                                 |                                                                                 |                                                                                 |
| Douglas Mawson (1882–1958)                                                                            | England                                                                         | Geologe, Physiker                                                               | Erstbesteigung des Mount Erebus am 9. März 1908 |                                                                                 |                                                                                 |                                                                                 |
| Alistair Mackay (1878–1914)                                                                           | Schottland                                                                      | Chirurg                                                                         | Erstbesteigung des Mount Erebus am 9. März 1908 |                                                                                 |                                                                                 |                                                                                 |
| Landungsmannschaft – Westgruppe. Ferrar-Gletscher und Taylor Valley von Dezember 1908 bis Januar 1909 |                                                                                 |                                                                                 | |                                                                                 |                                                                                 |                                                                                 |
| Bertram Armytage (1869–1910)                                                                          | Australien                                                                      | Aufseher über die Ponys, Leiter der Westgruppe                                  | |                                                                                 |                                                                                 |                                                                                 |
| Philip Brocklehurst (1887–1975)                                                                       | England                                                                         | Geologe                                                                         | Erstbesteigung des Mount Erebus am 9. März 1908 (Gipfel nicht erreicht) |                                                                                 |                                                                                 |                                                                                 |
| Raymond Priestley (1886–1974)                                                                         | England                                                                         | Geologe                                                                         | |                                                                                 |                                                                                 |                                                                                 |
| Landungsmannschaft – Kap Royds (Basislager)                                                           |                                                                                 |                                                                                 | |                                                                                 |                                                                                 |                                                                                 |
| Ernest Joyce (1875–1940)                                                                              | England                                                                         | Aufseher über Schlitten und Hunde                                               | Teilnehmer der Discovery-Expedition, Schriftsetzer und Drucker des Expeditionsbuches Aurora Australis                                                                                   |                                                                                 |                                                                                 |                                                                                 |
| George Marston (1882–1940)                                                                            | England                                                                         | Expeditionszeichner                                                             | Illustrator des Expeditionsbuches Aurora Australis |                                                                                 |                                                                                 |                                                                                 |
| James Murray (1865–1914)                                                                              | England                                                                         | Leitender Biologe                                                               | Leiter des Basislagers in Abwesenheit von Shackleton, Adams und David |                                                                                 |                                                                                 |                                                                                 |
| Bernard Day (1884–1934)                                                                               | England                                                                         | Motorexperte, Fahrer des Autos                                                  | |                                                                                 |                                                                                 |                                                                                 |
| William Roberts (1872–unbekannt)                                                                      | England                                                                         | Koch                                                                            | |                                                                                 |                                                                                 |                                                                                 |
| Besatzung der Nimrod                                                                                  |                                                                                 |                                                                                 | |                                                                                 |                                                                                 |                                                                                 |
| Rupert England (1878–1942)                                                                            | England                                                                         | Kapitän 1, 2                                                                    | wurde zum Abschluss der Hinreise von Shackleton entlassen |                                                                                 |                                                                                 |                                                                                 |
| Frederick Pryce Evans (1874–1959)                                                                     | Wales                                                                           | Kapitän 2, 3                                                                    | Kapitän auf der Rückreise; auf der Hinreise Kapitän auf der Koonya |                                                                                 |                                                                                 |                                                                                 |
| John King Davis (1884–1967)                                                                           | Australien                                                                      | Erster Offizier, 1, 2, 3 Kapitän 4                                              | Kapitän der Nimrod während der Suchfahrt nach den subantarktischen Phantominseln zwischen Australien und Kap Hoorn und der anschließenden Rückkehr nach England von Mai bis August 1909 |                                                                                 |                                                                                 |                                                                                 |
| Aeneas Mackintosh (1879–1916)                                                                         | Schottland                                                                      | Zweiter Offizier, 1, 2 Navigationsoffizier 3                                    | war für die Landungsmannschaft eingeplant, musste jedoch nach einem Unfall nach Neuseeland zurückkehren; kehrte im Januar 1909 mit der Nimrod ins Zielgebiet zurück                     |                                                                                 |                                                                                 |                                                                                 |
| Arthur Edward Harbord (1883–1961)                                                                     | England                                                                         | stellvertretender Zweiter Offizier, 1, 2 Zweiter Offizier, 3 Erster Offizier 4  | |                                                                                 |                                                                                 |                                                                                 |
| Sydney Richardson (1881–unbekannt)                                                                    | England                                                                         | Zweiter Offizier 4                                                              | |                                                                                 |                                                                                 |                                                                                 |
| Alfred Cheetham (1867–1918)                                                                           | England                                                                         | Dritter Offizier und Oberbootsmann 1, 2, 3, 4                                   | Teilnehmer der Discovery-Expedition |                                                                                 |                                                                                 |                                                                                 |
| Harry Dunlop (1876–1931)                                                                              | Irland                                                                          | Chefingenieur 1, 2, 3, 4                                                        | |                                                                                 |                                                                                 |                                                                                 |
| Christian Craft (1871–1951)                                                                           | England                                                                         | Ingenieur 1, 2                                                                  | |                                                                                 |                                                                                 |                                                                                 |
| David Nelson (1876–unbekannt)                                                                         | England                                                                         | Ingenieur 3, 4                                                                  | |                                                                                 |                                                                                 |                                                                                 |
| Charles Hunt (1878–unbekannt)                                                                         | England                                                                         | Ingenieur 3, 4                                                                  | |                                                                                 |                                                                                 |                                                                                 |
| Hugh McGowan (1882–unbekannt)                                                                         | Irland                                                                          | Ingenieur 1, 2                                                                  | |                                                                                 |                                                                                 |                                                                                 |
| Rupert Michell (1879–1966)                                                                            | Kanada                                                                          | Schiffsarzt 1, 2, 3                                                             | |                                                                                 |                                                                                 |                                                                                 |
| Joseph Hancock (1878–1916)                                                                            | England                                                                         | Chef-Steward 2                                                                  | Teilnehmer an der Discovery-Expedition |                                                                                 |                                                                                 |                                                                                 |
| William Drummond Ansell (1886–1947)                                                                   | England                                                                         | Zweiter Steward 1, 2, 3, 4                                                      | |                                                                                 |                                                                                 |                                                                                 |
| Murdoch M. McRae (1867–unbekannt)                                                                     | Australien                                                                      | Dritter Steward 1                                                               | |                                                                                 |                                                                                 |                                                                                 |
| John Thomas Montague (1869–1927)                                                                      | England                                                                         | Schiffskoch 1, 2, 3, 4                                                          | |                                                                                 |                                                                                 |                                                                                 |
| Edward Morrison (1870–unbekannt)                                                                      | Schottland                                                                      | Leitender Segelmacher 1, 2                                                      | |                                                                                 |                                                                                 |                                                                                 |
| Michael Thomas McGillion (1885–1962)                                                                  | Neuseeland                                                                      | Segelmacher 3                                                                   | Marsch mit Mackintosh von der Nimrod zum Kap Royds über aufbrechendes Meereis zwischen dem 3. und 12. Januar 1909                                                                       |                                                                                 |                                                                                 |                                                                                 |
| William Richard Meyrick (1880–1958)                                                                   | Neuseeland                                                                      | Segelmacher 3                                                                   | |                                                                                 |                                                                                 |                                                                                 |
| Walter George Bilsby (1872–1930)                                                                      | England                                                                         | Schiffszimmermann 1, 2, 3, 4                                                    | |                                                                                 |                                                                                 |                                                                                 |
| James Paton (1869–1917)                                                                               | Schottland                                                                      | Vollmatrose 2, 3, 4                                                             | Teilnehmer der Discovery-Expedition |                                                                                 |                                                                                 |                                                                                 |
| Frederick George Abraham (1885–späte 1950er)                                                          | England                                                                         | Leichtmatrose 3                                                                 | |                                                                                 |                                                                                 |                                                                                 |
| Victor Berry (1884–1935)                                                                              | England                                                                         | Leichtmatrose 1, 2                                                              | |                                                                                 |                                                                                 |                                                                                 |
| John Brolly (1886–unbekannt)                                                                          | Vereinigte Staaten                                                              | Leichtmatrose 4                                                                 | |                                                                                 |                                                                                 |                                                                                 |
| Alfred B. Bull (1887–unbekannt)                                                                       | England                                                                         | Leichtmatrose 3, 4                                                              | |                                                                                 |                                                                                 |                                                                                 |
| Harold Boyer Bull (1884–1943)                                                                         | Australien                                                                      | Leichtmatrose 1, 2, 3, 4                                                        | |                                                                                 |                                                                                 |                                                                                 |
| Ernest Watson Ellis (1878–1959)                                                                       | England                                                                         | Leichtmatrose 1, 2, 3, 4                                                        | |                                                                                 |                                                                                 |                                                                                 |
| George Richard Kemp (1863–unbekannt)                                                                  | England                                                                         | Leichtmatrose 1                                                                 | |                                                                                 |                                                                                 |                                                                                 |
| John McMillan (1884–unbekannt)                                                                        | Schottland                                                                      | Leichtmatrose 4                                                                 | |                                                                                 |                                                                                 |                                                                                 |
| Richard Henry Nodder (1876–unbekannt)                                                                 | England                                                                         | Leichtmatrose 3, 4                                                              | |                                                                                 |                                                                                 |                                                                                 |
| Ernest Reynard (1885–1955)                                                                            | England                                                                         | Leichtmatrose 4                                                                 | |                                                                                 |                                                                                 |                                                                                 |
| G. Rooney (1883–unbekannt)                                                                            | Neuseeland                                                                      | Leichtmatrose 3, 4                                                              | |                                                                                 |                                                                                 |                                                                                 |
| Walter Spice (1863–unbekannt)                                                                         | England                                                                         | Leichtmatrose 1                                                                 | |                                                                                 |                                                                                 |                                                                                 |
| W. Williams (1887–unbekannt)                                                                          | Australien                                                                      | Leichtmatrose 3, 4                                                              | |                                                                                 |                                                                                 |                                                                                 |
| D. Donovan (1882–unbekannt)                                                                           | Irland                                                                          | Heizer 2                                                                        | |                                                                                 |                                                                                 |                                                                                 |
| H. Holmes (1874–unbekannt)                                                                            | England                                                                         | Heizer 1                                                                        | |                                                                                 |                                                                                 |                                                                                 |
| Robert McNeil (1878–unbekannt)                                                                        | England                                                                         | Heizer 3                                                                        | |                                                                                 |                                                                                 |                                                                                 |
| John Stuart Partridge (1885–1954)                                                                     | Neuseeland                                                                      | Heizer 2                                                                        | |                                                                                 |                                                                                 |                                                                                 |
| Sidney Barnes Riches (1880–1929)                                                                      | England                                                                         | Heizer 1, 2, 3, 4                                                               | |                                                                                 |                                                                                 |                                                                                 |
| Felix Rooney (1885–1965)                                                                              | Schottland                                                                      | Heizer 1, 2                                                                     | |                                                                                 |                                                                                 |                                                                                 |
| A. Schofield (1875–unbekannt)                                                                         | England                                                                         | Heizer 1                                                                        | |                                                                                 |                                                                                 |                                                                                 |
| M. Vaughan (1881–unbekannt)                                                                           | Neuseeland                                                                      | Heizer 4                                                                        | |                                                                                 |                                                                                 |                                                                                 |
| Gäste an Bord der Nimrod / weitere Mitarbeiter                                                        |                                                                                 |                                                                                 | |                                                                                 |                                                                                 |                                                                                 |
| George Alexander McLean Buckley (1866–1937)                                                           | Neuseeland                                                                      | Gast an Bord 2                                                                  | Beteiligung an der Finanzierung der Expedition (£ 500), Rückkehr nach Neuseeland mit der Koonya (Januar 1908)                                                                           |                                                                                 |                                                                                 |                                                                                 |
| Leo Arthur Cotton (1883–1963)                                                                         | Australien                                                                      | Geologe, Gast an Bord 2                                                         | Rückkehr nach Neuseeland mit der Nimrod (Februar 1908) |                                                                                 |                                                                                 |                                                                                 |
| Alfred Reid (1861–1957)                                                                               | England                                                                         | Geschäftsführer der Expedition in England                                       | |                                                                                 |                                                                                 |                                                                                 |
| Charles Herbert Dorman (1859–1915)                                                                    | England                                                                         | Anwalt der Expedition in England                                                | Bruder von Shackletons Frau Emily |                                                                                 |                                                                                 |                                                                                 |
| Joseph James Kinsey (1852–1936)                                                                       | England                                                                         | Agent der Expedition in Neuseeland                                              | |                                                                                 |                                                                                 |                                                                                 |